# رودخانه موسام
رودخانه مائوسام (به انگلیسی: Mousam River) ۲۹٫۷ مایل (۴۷٫۸ کیلومتر) رودخانه‌ای در شهرستان یورک، در ایالت ماین، ایالات متحده آمریکا است. منبع اصلی آن دریاچه مائوسام است که در بین شهرهای شپلیگ و اکتون واقع شده و دقیقاً در غرب ساحل کنبونک به اقیانوس اطلس می‌ریزد. این رود از شهرهای شپلیگ، سنفورد و کنبونک عبور می‌کند.